# Unna-Jelka
Unna-Jelka är en sjö i Jokkmokks kommun i Lappland och ingår i Luleälvens huvudavrinningsområde. Sjön har en area på 0,259 kvadratkilometer och ligger 451 meter över havet. Unna-Jelka ligger i Jelka-Rimakåbbå Natura 2000-område.

## Delavrinningsområde
Unna-Jelka ingår i det delavrinningsområde (743528-167486) som SMHI kallar för Utloppet av Porjusselet. Medelhöjden är 439 meter över havet och ytan är 83,13 kvadratkilometer. Räknas de 458 avrinningsområdena uppströms in blir den ackumulerade arean 9 887,99 kvadratkilometer. Avrinningsområdets utflöde Luleälven (Stora Luleälven) mynnar i havet. Avrinningsområdet består mestadels av skog (72 procent) och sankmarker (17 procent). Avrinningsområdet har 6,7 kvadratkilometer vattenytor vilket ger det en sjöprocent på 8,1 procent. Bebyggelsen i området täcker en yta av 0,66 kvadratkilometer eller 1 procent av avrinningsområdet.